# Сурепка
Ботаническое название Суре́пка, или суре́пица используется для представителей рода лат. Barbaréa семейства Капустные (Brassicaceae). Род включает около 30 видов — это преимущественно небольшие двулетние или многолетние растения с тёмно-зелёными листьями и жёлтыми цветками с четырёхдольным околоцветником.
В бытовом значении названия Суре́пка и суре́пица часто используются в отношении многих других растений семейства капустные, например, из родов Капуста (Brassica), Желтушник (Erysimum), Гулявник (Sisymbrium) или Чесночник (Alliaria). 

## Название
Существует несколько версий происхождения как научного латинского названия, так и русскоязычного.
Родовое название на латыни Barbarea - Трава Святой Варвары чаще всего связывают с именем святой Варвары (англ. Saint Barbara), которую считают покровительницей воинов (артиллеристов и ракетчиков), а также защитницей всех людей от внезапной и насильственной смерти. Предполагалось, что сурепка помогает при лечении ран, вызванных взрывами.
По другой версии название происходит от др.-греч. βάρβαρος (bárbaros) - "иноземный, варварский" со значением иноземная трава, подчеркивая происхождение растения из иных регионов, что было отражено III веке древнеримским ботаником-натуралистом Зеноном Младшим в книге «Barbarea».
Русскоязычные названия Сурепка и Сурепица по наиболее распространенной версии несут значение "сорняк, сорное растение" (ср. чеш. sveřep - обобщающее название сорных растений в посевах злаков; ст.‑слав. свhрhпица - сорняк; праславянское sveřepъ - сорное растение).
Альтернативной версией является происхождение названия от корня "репа" с префиксом "су-", отражающим частничное, неполное сходство, похожесть, т.к. цветы сурепки, как и многих других растений семейства капустных, идентичны цветам репы.

## Ботаническое описание[7]

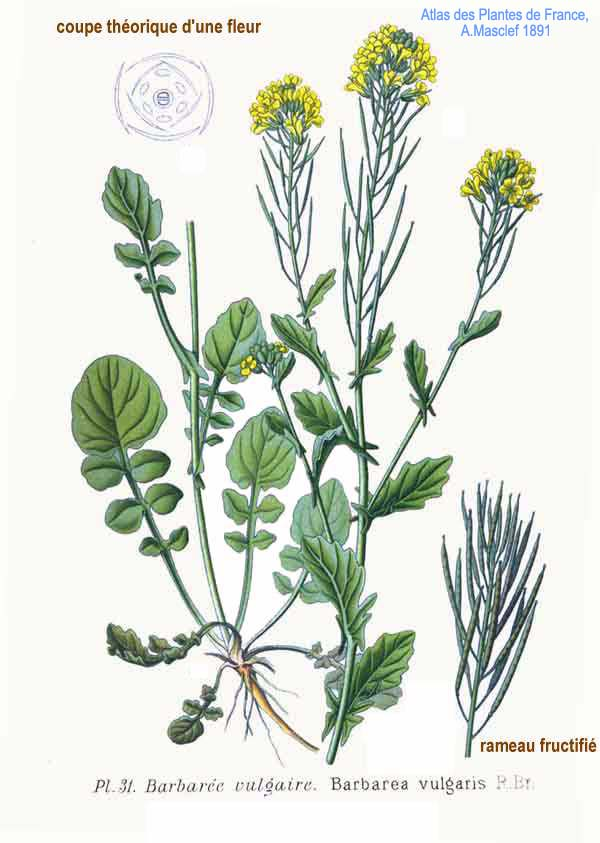
Сурепка обыкновенная (Barbarea vulgaris)

Дву- или многолетние растения высотой 6-70 см, по большей части с лировидно-перистыми листьями, голыми или мало опушенными.
Чашелистики равные, отстоящие, не мешковидные. Лепестки венчика жёлтые, 4-13 мм длиной. Завязь сидячая, столбик пестика выраженный, короткий. Рыльце коротко-двулопастное.
Плод - двустворчатый цилиндрически-четырехгранный стручок 15-42 мм длиной. Створки сильно выпуклые с выраженной средней жилкой. Перегородка толстая.

## Распространение и экология[7]
Растения распространены практически по всему земному шару с наибольшим количеством видов в средиземноморском регионе и передней Азии.
Предпочитает селиться на влажных и заболоченных местах.

## Химический состав
Растения содержат разные типы гликозидов. Некоторые типы растения токсичные для насекомых по причине того, что они содержат сапонины.

## Классификация

### Таксономия[3]
Barbarea W.T.Aiton, 1812, Hortus Kew. 4: 109
Род Сурепка относится к семейству Капустные (Brassicaceae) порядка Капустоцветные (Brassicales). Кладограмма в соответствии с Системой APG IV по состоянию на июнь 2023 года:
|  |                                      |  |                                   |                                   |                     |  | ещё 16 семейств |              |              |                                                             |
|  |                                      |  |                                   |                                   |                     |  |                 |              |              | 31 подтвержденный вид и 8 таксонов, ожидающих подтверждения |
|  |                                      |  |                                   | порядок Капустоцветные            |                     |  |                 |              | род Сурепка  |                                                             |
|  |                                      |  |                                   | порядок Капустоцветные            |                     |  |                 |              | род Сурепка  |                                                             |
|  | отдел Цветковые, или Покрытосеменные |  |                                   |                                   | семейство Капустные |  |                 |              |              |                                                             |
|  | отдел Цветковые, или Покрытосеменные |  |                                   |                                   |                     |  |                 |              |              |                                                             |
|  |                                      |  | ещё 63 порядка цветковых растений | ещё 63 порядка цветковых растений |                     |  |                 | ещё 354 рода | ещё 354 рода |                                                             |
|  |                                      |  |                                   | ещё 63 порядка цветковых растений |                     |  |                 |              | ещё 354 рода |                                                             |

### Виды
- Barbarea × krausei  P.Fourn.
- Barbarea anfractuosa  (Hartvig &  Strid)  Bağcı &  Savran
- Barbarea auriculata  Hausskn. &  Bornm.  — Сурепка ушковидная
- Barbarea australis  Hook.f.
- Barbarea balcana  Pančić  — Сурепка балканская
- Barbarea bosniaca  Murb.  — Сурепка боснийская
- Barbarea brachycarpa  Boiss.  — Сурепка короткоплодная
- Barbarea bracteosa  Guss.  — Сурепка прицветниковая
- Barbarea duralii  Bağcı &  Savran
- Barbarea gradlii  Murr
- Barbarea grandiflora  N.Busch  — Сурепка крупноцветная
- Barbarea grayi  Hewson  — Сурепка Грея
- Barbarea hongii  Al-Shehbaz &  G.Yang
- Barbarea integrifolia  DC.  — Сурепка цельнолистная
- Barbarea intermedia  Boreau
- Barbarea lepuznica  Nyár.
- Barbarea longirostris  Velen.  — Сурепка длинноносая
- Barbarea lutea  Coode &  Cullen  — Сурепка жёлтая
- Barbarea macrocarpa  (Boiss.)  Al-Shehbaz &  Jacquemoud  — Сурепка большеплодная
- Barbarea oligosperma  K.Koch  — Сурепка малосеменная
- Barbarea orthoceras  Ledeb.  — Сурепка пряморогая
- Barbarea plantaginea  DC.
- Barbarea platycarpa  Hausskn. ex  Bornm.  — Сурепка плоскоплодная
- Barbarea rupicola  Moris  — Сурепка каменная
- Barbarea schulzeana  Hausskn.
- Barbarea sicula  C.Presl  — Сурепка сицилийская
- Barbarea stricta  Andrz.  — Сурепка сжатая
- Barbarea taiwaniana  Ohwi  — Сурепка тайваньская
- Barbarea trichopoda  Hausskn. &  Bornm.
- Barbarea verna  (Mill.)  Asch.  — Сурепка весенняя
- Barbarea vulgaris  W.T.Aiton  — Сурепка обыкновенная

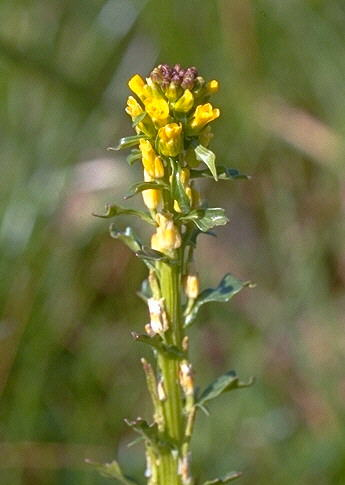
Сурепка прицветниковая
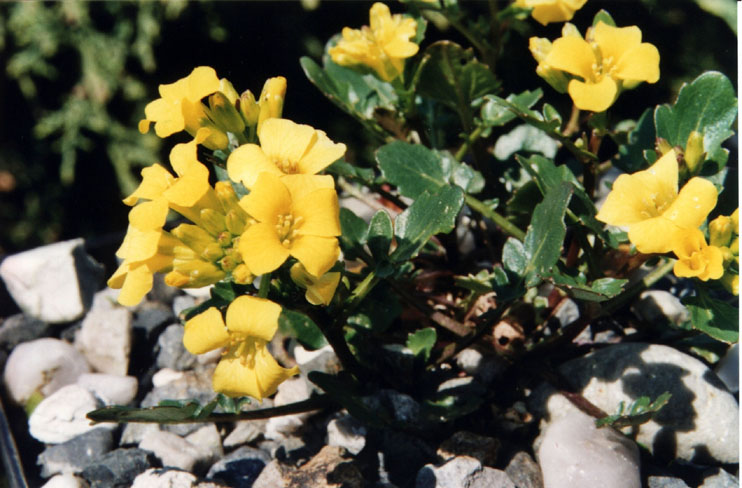
Сурепка каменная
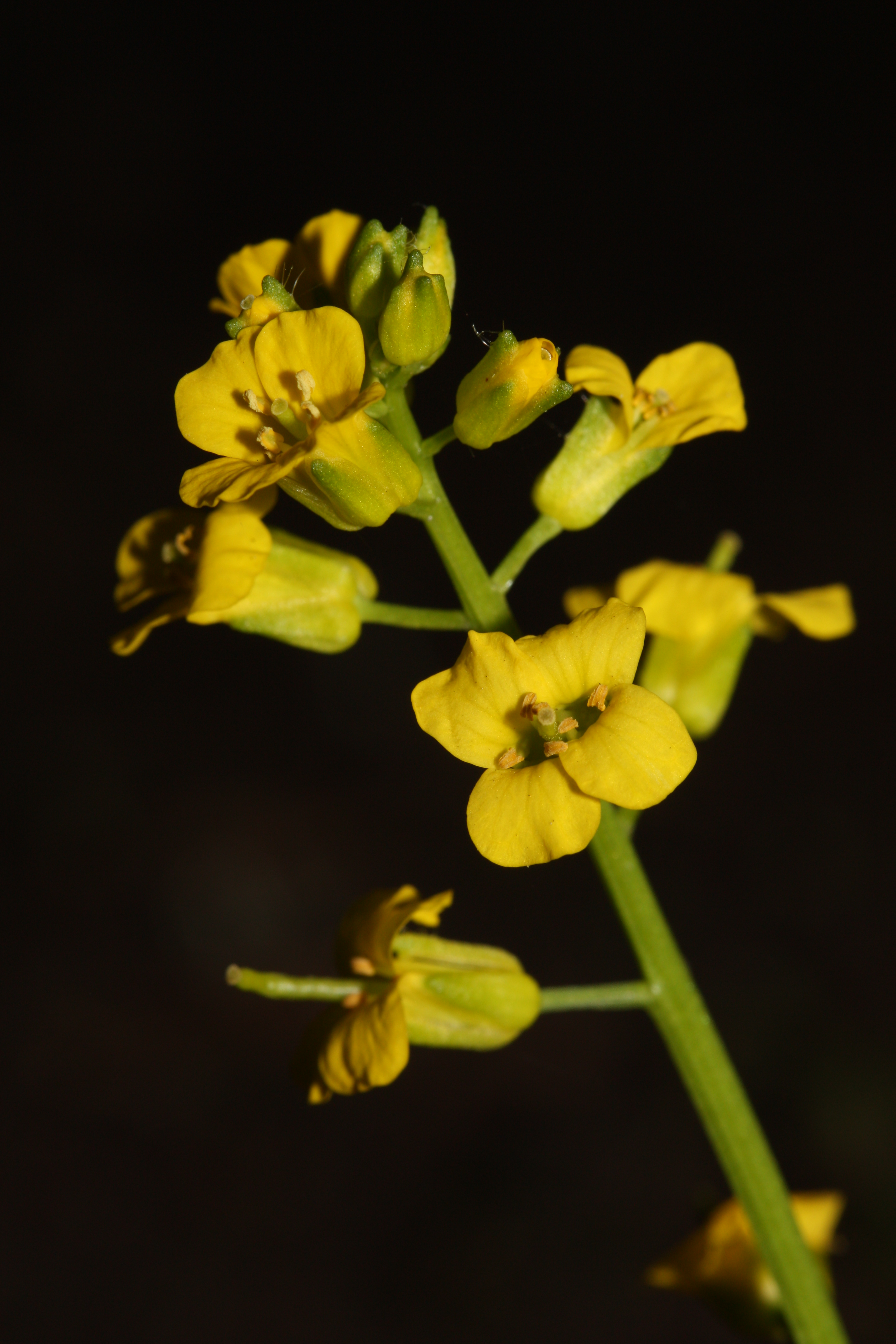
Сурепка сжатая
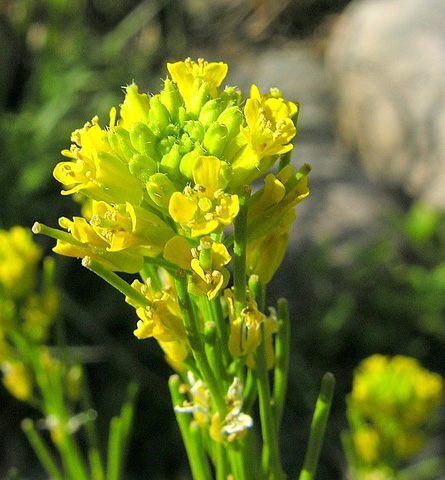
Сурепка сжатая
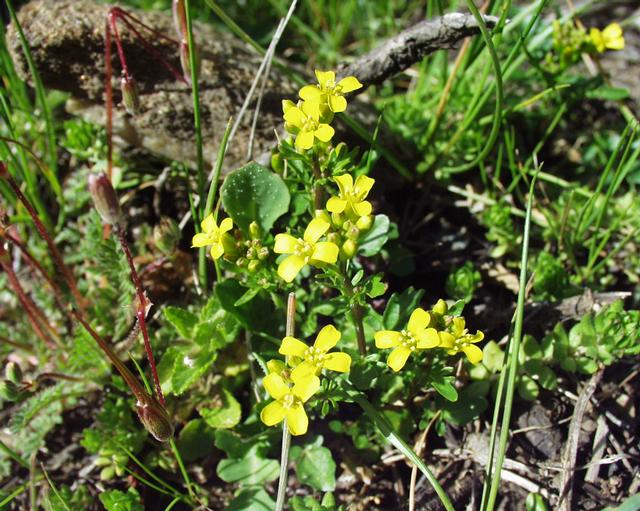
Сурепка весенняя